# Lago de Bolsena

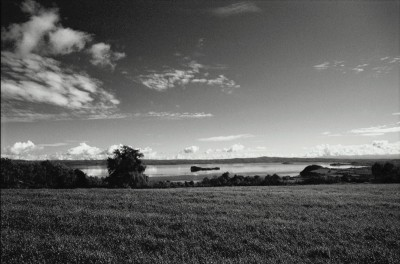
Lago de Bolsena

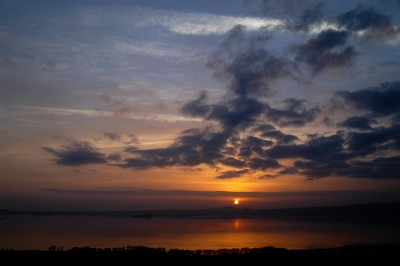
Atardecer sobre el lago de Bolsena.

El lago de Bolsena es un lago de Italia central, de origen volcánico que se formó hace aproximadamente 300 000 años, por consecuencia de la caída de la separación de dos cráteres de la cadena de los montes Volsinos. Es el lago de origen volcánico más grande de toda Europa.
El lago tiene forma ovalada, forma típica por su origen. Hay dos islas en el lago y el río emisario drena sus aguas hacia el mar Tirreno. Su superficie total es de 113,5 km², su altitud es de 305 m, y su profundidad es de 151 m en el punto más profundo y de 81 m en promedio.
El lago se encuentra en la provincia de Viterbo, en su parte norte, llamada la alta Tuscia. El lago está bordeado en gran parte por la ruta consular romana Via Cassia. Existen en la zona numerosas instalaciones turísticas, con una vocación particular hacia el turismo de contacto con la naturaleza, especialmente en los terrenos para acampar, el agroturismo y las numerosas posadas.

## Costas del lago

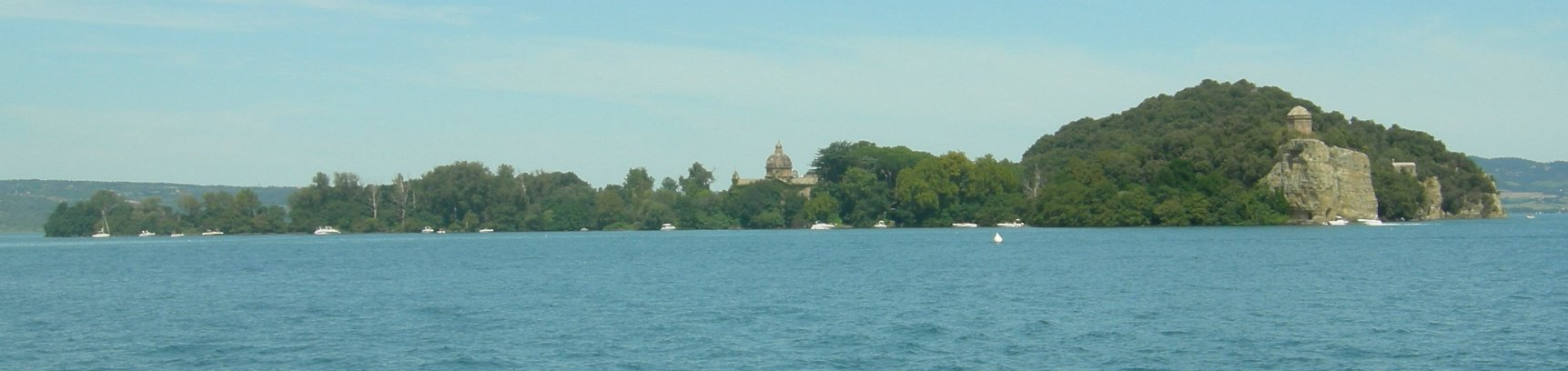
La Isola Bisentina en el lago de Bolsena, Italia.

El lago tiene unas costas generalmente bajas y arenosas (característica de la arena negra) y en ocasiones llegan a haber zonas palúdicas a lo largo de su costa.
En casi todo el lago se aprecian costas con agua calmada ideal para relajarse, cosa que ocasiona que en la zona (sobre todo la oriental y meridional), se hallen muchas zonas turísticas destacando los restaurantes y bares. A su vez, estas costas calmadas también son buenas para la plantación de las diferentes cultivaciones como las de olivos, de viña y hortalizas que dan a la zona septentrional y occidental esas bonitas vistas de campos.

## Islas del lago

### Isla Bisentina
Con una superficie de 17 hectáreas, es la más grande de las dos islas y pertenece a la comunidad de Capodimonte. Su nombre deriva de la antigua ciudad etrusco-romana de Bisenzio. Esta isla fue visitada con mucha frecuencia por muchos papas, y durante un tiempo fue de propiedad de la familia Farnesio (una casa nobiliaria que llegó a gobernar el Ducado de Parma y el Ducado de Piacenza).
Se puede visitar la isla gracias a un servicio de transporte que parte de Capodimonte, disponible varias veces al día, en función del número de pasajeros. El precio del pasaje incluye una visita guiada a la isla, orientada hacia la observación de la naturaleza, con bosque espesos, un jardín estilo italiano, vistas panorámicas y numerosos monumentos, tales como:
- la iglesia de Santiago y San Cristóbal, con su cúpula construida por el arquitecto Giacomo Vignola, en ella están enterados los primeros miembros de la ya citada familia ducal de los Farnesio,
- el convento franciscano,
- la hermosa Rocchina, pequeño templo dedicado a Santa Catalina, con planta octogonal de Sangallo, construida sobre una estructura etrusca, en un promontorio rocoso que apunta hacia el lago.
- la capilla del Crucifijo con sus frescos del siglo V y
- la Malta dei Papi, horrible prisión donde eran recluidos de por vida los condenados por herejía, y cuyas celdas son pequeñas y oscuras por estar enterradas en una colina, estando apenas iluminadas por una pequeña apertura a 20 m de altura.

Al terminar la excursión, el barco da una vuelta a la isla, lo que permite admirar sus bellezas naturales.

### Isla Martana
Ubicada frente a la localidad de Marta, es la isla más pequeña de las dos con una extensión territorial de 10,3 hectáreas. La isla Martana sirvió de refugio para las reliquias de la cristiandad durante los diferentes ataque bárbaros en la región. Actualmente, la isla es una propiedad privada que no se puede visitar.

## Río emisario
El río emisario, el drenaje natural del lago Bolsena, nace al este de Marta y se dirige al sur, en dirección al mar Tirreno. Después de atravesar Marta, Tuscania y Tarquinia, desemboca en el mar, cerca de la playa de Tarquinia, donde actualmente se encuentra la Reserva Natural de la Salina de Tarquinia.

## Localidades en la ribera del lago
- Bolsena, que da su nombre al lago, es célebre por el milagro del Corpus Domini y por las pinturas vivientes escenificadas por los habitantes la noche de la fiesta de santa Cristina, patrona de la ciudad.
- Montefiascone, domina el lago con sus monumentos imponentes, tales como la cúpula de Santa Margarita. También es conocido por sus vinos.
- Marta, pueblo conocido por sus festividades en honor de la Madonna del Monte, llamadas Festa delle Passate, también llamada Barabbata. Sus habitantes se dedican principalmente a la agricultura, cría de ganado y la pesca.
- Capodimonte, al borde del lago tiene el embarcadero de donde parten los barcos que hacen el recorrido de las islas.
- Valentano, lugar de nacimiento de Paolo Ruffini. En el antiguo castillo de los Farnese se encuentra el museo de la prehistoria de Tuscia.
- Gradoli célebre por su aceite y sus vinos, particularmente el Aleatico. En esta localidad se conserva un imponente palacio Farnesse, construido por el cardenal Alejandro Farnese, quien se convirtió luego en el papa Pablo III.
- Grutas de Castro, además de las grutas, es un centro de cultivo de papas y lentejas.
- San Lorenzo Nuovo, localidad enteramente reconstruida, se caracteriza por su arquitectura moderna de finales del siglo XVIII.

## Historia

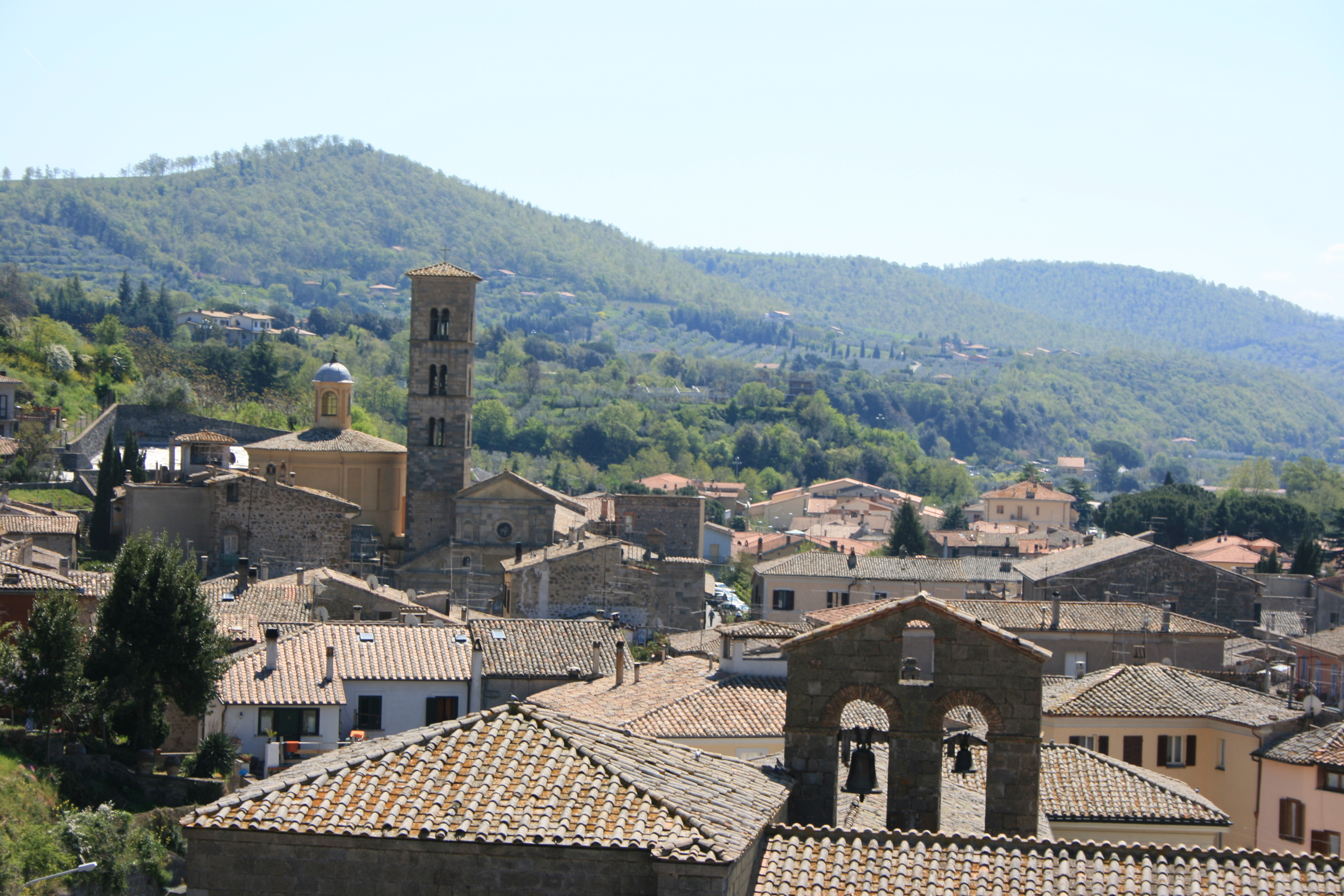
Casas de la ciudad de Bolsena

### Prehistoria
Los primeros rastros que tenemos de humanos en el lago es de a finales del neolítico, estos dejaron construidas algunas aldeas de las cuales tenemos rastros. Siguió siendo habitada durante la edad del bronce y la edad del hierro.

### Tiempos etruscos
Cuando e pueblo etrusco tenía el control del lago, este fue muy importante para ellos por lo que pudo enriquecerse con 4 ciudades nuevas dejando así su legado arquitectónico en él. Estas cuatro ciudades fueron: Visentum (después llamada Bisenzio), la Civita di Grotte di Castro, Cornossa y la actual Bolsena que fue la más importante siendo la sede del puerto de la ciudad de Volsiniii (actual Orvieto).

### Tiempos romanos
Con la destrucción de la ciudad de Volsinii, los romanos trasladaron los habitantes a Bolsena que pasó a llamarse Volsinii Novi. En esta época se creó la leyenda de Santa Cristina que ahora es la más famosa tradición de la ciudad y la protectora del lago. Estos también trajeron sus nuevas tecnologías y nuevas formas de construir dejando también su legado arquitectónico.

### Edad Media
Con la caída del Imperio Romano, las tribus bárbaras entraron a la península itálica (destacando los longobardos, ostrogodos y pueblos árabes) y devastaron y saquearon las ciudades que se encontraban alrededor del lago.

### Vuelta del Papa
Después de mucho tiempo, el Papa vuelve a Roma consolidando así sus dominios en las áreas del lago durante los siguientes siglos. En 1537 el Papa crea el Ducado de Castro y se lo da a su hijo, desligándose así de los dominios de la iglesia en las zonas del lago hasta que más tarde en 1649 vuelve a integrarse al papado y permanecer en él durante los próximos siglos.
En el siglo VIII sube el nivel del lago hundiendo partes de la orilla que provoca una expansión de la malaria en la zona creando una situación trágica que hace que el Papa Clemente XIV tenga que mover los habitantes de San Lorenzo fundando San Lorenzo Nuovo.

### Unificación italiana
Durante las guerras de unificación italiana, la Casa de Saboya unifica la península dejando el lago como parte de Italia hasta la actualidad. Durante la unificación, el lago fue de las últimas zonas en incorporarse a la unión resistiendo hasta 1861 (fecha donde se concreta la unificación). Durante las guerras, los ciudadanos que habitaban alrededor del lago mostraron un gran acercamiento al Papa apoyándolo en las guerras.

### Reino de Italia
Con la unificación concretada, el Reino de Italia es proclamado como una potencia que esta surgiendo lo que hace que la economía del lago (que sigue siendo la principal fuente económica la pesca y agricultura) pueda prosperar. Más tarde con la Primera Guerra Mundial la economía se para pero logra volver a la normalidad con la victoria italiana.
Después con el inicio del régimen de Benito Mussolini las ciudades del lago pasan por una etapa económica donde no producen lo suficiente para autoabastecerse aunque después con algunas reformas aplicadas logran producir lo suficiente para autoabastecerse aunque este sigue siendo tema de debate. Tras la Segunda Guerra Mundial, el régimen fascista es acabado.

### Actualidad
Después de la Segunda Guerra Mundial tras un referéndum Italia se vuelve una república con un sistema gubernamental que se mantiene hasta la actualidad donde las zonas del lago lograron una gran prosperidad.
Véase también:
- Lago de Mezzano
- Caldera de Latera
- Lagos de Italia